# 1164 Kobolda
1164 Kobolda eller 1930 FB är en asteroid i huvudbältet, som upptäcktes 19 mars 1930 av den tyske astronomen Karl Wilhelm Reinmuth i Heidelberg. Den har fått sitt namn efter den tyske astronomen Hermann Albert Kobold.
Asteroiden har en diameter på ungefär 7 kilometer och den tillhör asteroidgruppen Phocaea.